# 藤井酒造
藤井酒造（ふじいしゅぞう）は、広島県竹原市の日本酒メーカー。

## 歴史
1863年（文久3年）に創業した酒造メーカである。1907年（明治40年）の第1回全国清酒品評会では、「龍勢」が最高位の優等賞第一位を受賞した。2007年（平成19年）のインターナショナル・ワイン・チャレンジ「SAKE部門」純米吟醸酒・純米大吟醸酒の部では、「龍勢 純米大吟醸 黒ラベル」が最高賞であるリージョナルトロフィー受賞した。

## 特色
自社製造では米と米麹のみで造る純米酒のみを醸す純米蔵である。竹原は地下水を水道水として利用できるほど仕込み水に恵まれた土地である。契約栽培の山田錦や、雄町、八反錦などを原料米として使用している。重要伝統的建造物群保存地区の「竹原町並み保存地区」にあり、酒蔵の一角を交流スペース「酒蔵交流館」として開放している。

## 銘柄
- 「龍勢」
- 「宝寿」
- 「夜の帝王」